# Liste der Naturdenkmale in Dipperz
Die Liste der Naturdenkmale in Dipperz nennt die im Gebiet der Gemeinde Dipperz im Landkreis Fulda in Hessen gelegenen Naturdenkmale.
| Bild                          | Bezeichnung                       | Ortsteil, Lage                            | Beschreibung | Art   | Nr.      |
| ----------------------------- | --------------------------------- | ----------------------------------------- | ------------ | ----- | -------- |
| BW                            | Linde                             | Dipperz 50° 32′ 42,8″ N, 9° 47′ 58″ O     |              | Linde | 6.31.080 |
| mehr Fotos \| Fotos hochladen | Wisselsröder Küppel               | Wisselsrod 50° 32′ 4,1″ N, 9° 46′ 3,6″ O  |              |       | 6.31.081 |
| BW                            | Linde an der Dietershäuser Straße | Friesenhausen 50° 31′ 20″ N, 9° 49′ 29″ O |              | Linde | 6.31.083 |
| BW                            | Eiche im Kohlgrund                | Kohlgrund 50° 31′ 33,2″ N, 9° 47′ 13,2″ O |              | Eiche | 6.31.085 |

## Belege
1. ↑  
Naturdenkmalliste. (pdf; 866 kB) Anhang zu TOP II.22 der Kreistagssitzung am 07.06.2010. Naturdenkmale im Landkreis Fulda. Der Kreisausschuss Landkreis Fulda, 26. Mai 2010, abgerufen am 24. Januar 2016.

- Karte mit allen Koordinaten:
- OSM |
- WikiMap